# Андроновка (Рязанская область)
Андро́новка — деревня в Шацком районе Рязанской области. Входит в состав Ольховского сельского поселения.
Расстояние до районного центра — 15 км, до областного центра 165 км. Находится в 3 км к югу от федеральной автомобильной дороги М5 «Урал» М5.

## География
Деревня расположена на правом берегу реки Кашеляй (В 17-м веке Польная Шача, с 18-го до середины 20-го речка Дюк). Близлежащие населённые пункты село Казачий Дюк, деревня Липяной Дюк.

## История
Основана в начале XX-го века переселенцами из села Тюрино.
До мая 2017 года была в составе Тарадеевского сельского поселения.

## Население
| 2010 | 2012 |
| ---- | ---- |
| 2    | →2   |